# Campionato sudamericano maschile under 21 di pallavolo
Il campionato sudamericano maschile under 21 di pallavolo è una competizione pallavolistica per squadre nazionali sudamericane, organizzata con cadenza biennale dalla CSV, riservata a giocatori con un'età inferiore di 21 anni.

## Edizioni
| Edizione      | Edizione      | Podio     | Podio     | Podio     |
| Anno          | Organizzatore | Campione  | Seconda   | Terza     |
| ------------- | ------------- | --------- | --------- | --------- |
| 1972 Dettagli | Brasile       | Brasile   | Argentina | Cile      |
| 1974 Dettagli | Argentina     | Brasile   | Argentina | Paraguay  |
| 1976 Dettagli | Bolivia       | Brasile   | Argentina | Venezuela |
| 1978 Dettagli | Brasile       | Brasile   | Argentina | Perù      |
| 1980 Dettagli | Cile          | Argentina | Brasile   | Cile      |
| 1982 Dettagli | Argentina     | Argentina | Brasile   | Cile      |
| 1984 Dettagli | Colombia      | Brasile   | Argentina | Cile      |
| 1986 Dettagli | Brasile       | Brasile   | Argentina | Venezuela |
| 1988 Dettagli | Venezuela     | Brasile   | Argentina | Venezuela |
| 1990 Dettagli | Argentina     | Brasile   | Argentina | Venezuela |
| 1992 Dettagli | Ecuador       | Brasile   | Argentina | Venezuela |
| 1994 Dettagli | Perù          | Brasile   | Venezuela | Argentina |
| 1996 Dettagli | Colombia      | Brasile   | Venezuela | Argentina |
| 1998 Dettagli | Cile          | Brasile   | Venezuela | Colombia  |
| 2000 Dettagli | Venezuela     | Venezuela | Brasile   | Argentina |
| 2002 Dettagli | Brasile       | Brasile   | Venezuela | Argentina |
| 2004 Dettagli | Cile          | Brasile   | Argentina | Venezuela |
| 2006 Dettagli | Brasile       | Brasile   | Argentina | Venezuela |
| 2008 Dettagli | Brasile       | Argentina | Brasile   | Venezuela |
| 2010 Dettagli | Cile          | Brasile   | Argentina | Venezuela |
| 2012 Dettagli | Brasile       | Brasile   | Argentina | Venezuela |
| 2014 Dettagli | Brasile       | Brasile   | Argentina | Cile      |
| 2016 Dettagli | Argentina     | Argentina | Brasile   | Colombia  |
| 2018 Dettagli | Argentina     | Brasile   | Argentina | Cile      |
| 2022 Dettagli | Perù          | Brasile   | Argentina | Cile      |

## Medagliere
| Pos. | Squadra   | 1º posto | 2º posto | 3º posto | Totale |
| ---- | --------- | -------- | -------- | -------- | ------ |
| 1    | Brasile   | 20       | 5        | 0        | 25     |
| 2    | Argentina | 4        | 16       | 4        | 24     |
| 3    | Venezuela | 1        | 4        | 10       | 15     |
| 4    | Cile      | 0        | 0        | 7        | 7      |
| 5    | Colombia  | 0        | 0        | 2        | 2      |
| 6    | Paraguay  | 0        | 0        | 1        | 1      |
| 6    | Perù      | 0        | 0        | 1        | 1      |